# Louis Jehotte
Louis Jehotte (orthographié parfois Jéhotte), né à Liège le 7 novembre 1803 mort à Bruxelles le 3 février 1884, est un sculpteur et médailleur belge.

## Biographie
Son père, Léonard Jehotte (1772-1851), était graveur auprès de la Monnaie de Liège. Son frère Constant Jehotte est médailleur. Son oncle Arnold Jéhotte (1789-1836) est également graveur à Paris.
Louis Jehotte se forme d'abord à l'Académie de Dessin de Liège où il étudie sous François Joseph Dewandre. Il continue sa formation à Paris, puis à Florence et Rome où il séjourne de 1824 à 1829 grâce à une bourse de la fondation Lambert Darchis ; il y travaille dans les ateliers de Mathieu Kessels et de Bertel Thorvaldsen. Rentré dans sa patrie, il enseigna à l'Académie royale des beaux-arts de Bruxelles, où il succéda à Gilles-Lambert Godecharle.
Il fit partie de la franc-maçonnerie, loge à Bruxelles.
Il publie avec son ami André van Hasselt une étude intitulée Charlemagne et le Pays de Liège qui tend a démontrer les origines liégeoises de Charlemagne.

## Son œuvre
- 1848 : Statue de Charles-Alexandre de Lorraine sur la place du Musée à Bruxelles
- 1850 : Caïn maudit, devant le Palais des Académies à Bruxelles.
- 1867 : Statue équestre de Charlemagne à Liège, boulevard d'Avroy.
- Mausolée de Monseigneur François-Antoine de Méan, à la cathédrale Saint-Rombaut, à Malines.
- Buste de Louis Dewez, secrétaire perpétuel de l'Académie royale de Belgique, au Palais des Académies, à Bruxelles.

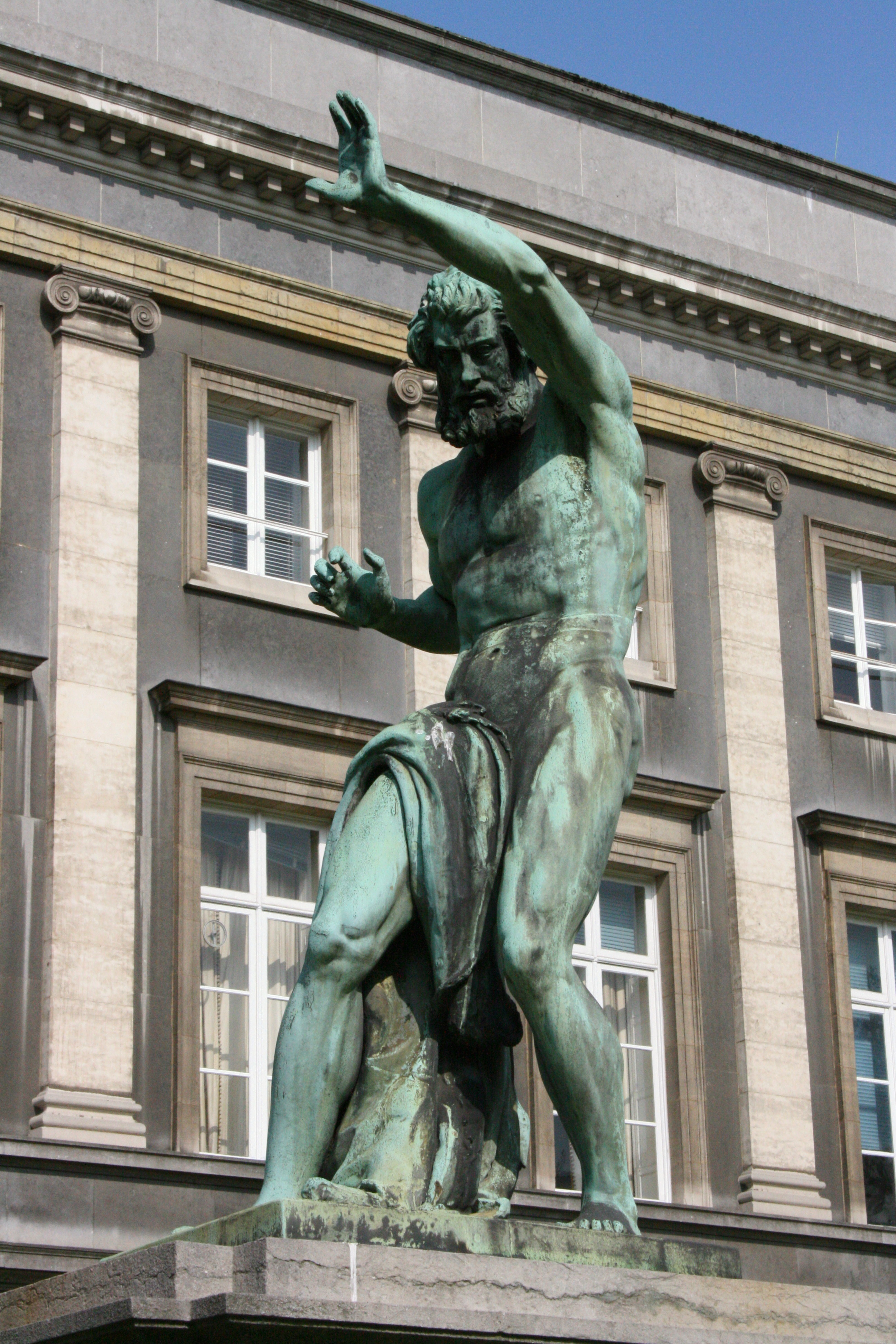
Caïn maudit, devant le Palais des Académies à Bruxelles (1850).
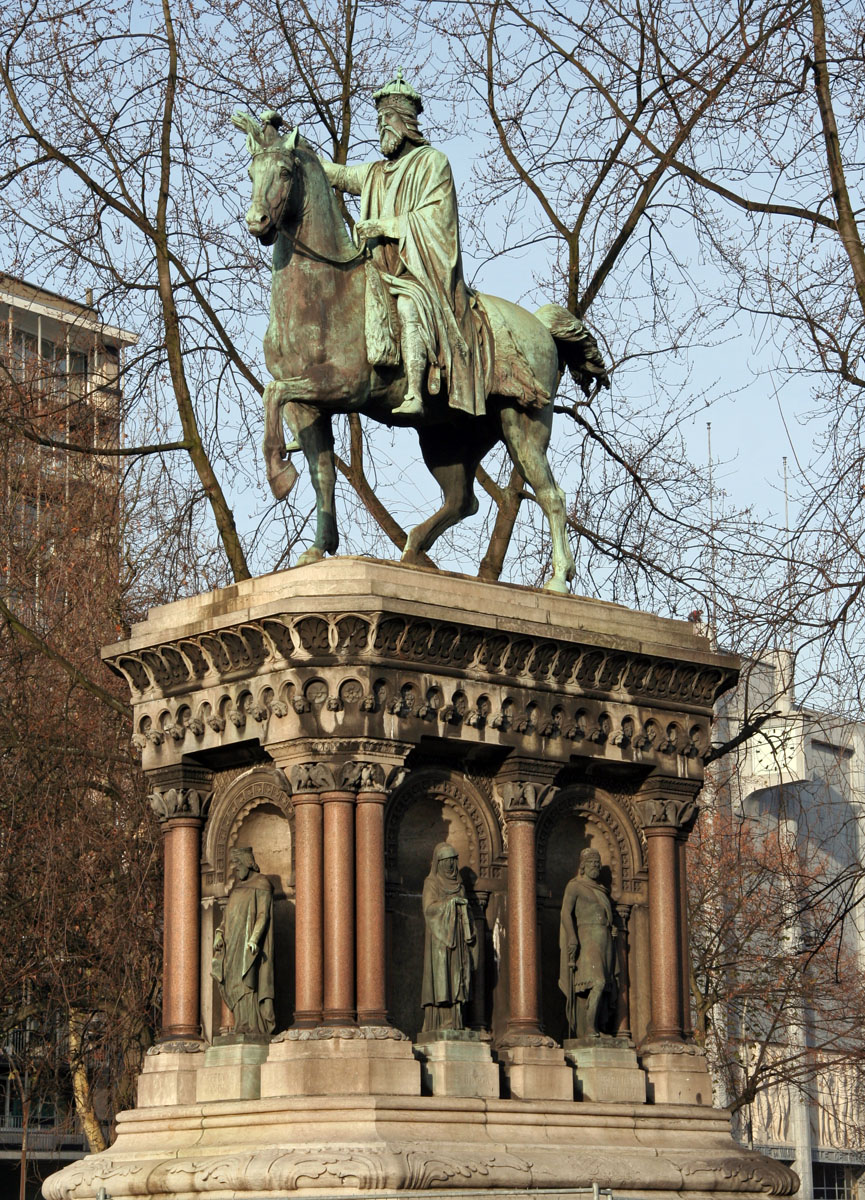
Statue équestre de Charlemagne à Liège, boulevard d'Avroy (1867).
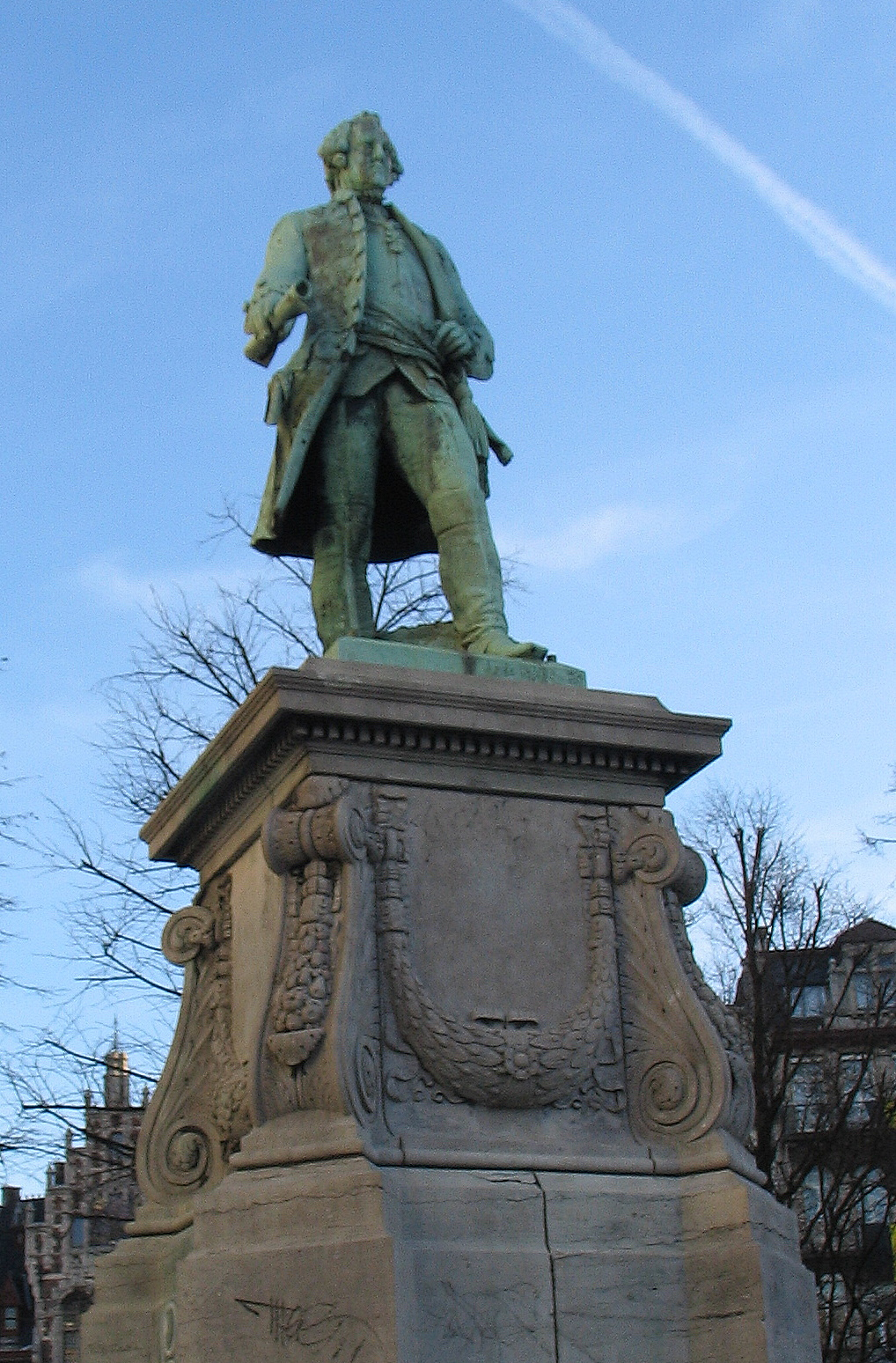
Charles-Alexandre de Lorraine (1848) par Jehotte